# Krameria cytisoides
Krameria cytisoides är en tvåhjärtbladig växtart som beskrevs av Antonio José Cavanilles. Krameria cytisoides ingår i släktet Krameria och familjen Krameriaceae. Inga underarter finns listade i Catalogue of Life.